# Carl Nielsens Allé
Carl Nielsens Allé er en allé beliggende på Østerbro i København. Vejen går mellem Østerbrogade, Johan Svendssens Vej og Ved Sporsløjfen.

## Baggrund og navngivning
Gaden er en del af et område, hvor flere veje er opkaldt efter kendte danske komponister, og den blev navngivet i 1935, kort efter komponisten Carl Nielsens død.

## Bebyggelse
Carl Nielsens Allé er forholdsvis kort og består primært af et par beboelsesejendomme. Den mest markante bygning på gaden er Øresundshospitalet, som udgør størstedelen af gadens bebyggelse.